# سیکسو
سیکسو (به مجاری:  Szikszó) یک منطقهٔ مسکونی در مجارستان است که در ناحیه سیکسو واقع شده‌است. سیکسو ۳۶٫۲ کیلومتر مربع مساحت و ۵٬۴۱۰ نفر جمعیت دارد.

## خواهرخوانده
شهرهای درو (ترنتینو)، سوت (رومانی) و والدمس خواهرخوانده‌های سیکسو هستند.